# حبيب الزيودي
حبيب حميدان سليمان الزيودي (1963 - 27 أكتوبر 2012) شاعر وأديب أردني، له العديد من القصائد الوطنية والغزلية والقصائد التي يحن فيها إلى مضارب أهله في البادية ويذكر فيها مدينته، حاصل على بكالوريوس في الأدب العربي من الجامعة الأردنية. عمل في الإذاعة الأردنية ـ القسم الثقافي من 1987ـ 1989 ثم في وزارة الثقافة حتى 1990، ثم في التلفزيون الأردني. وكان يستعمل في قصائده الأمثال.

## حياته
ولد حبيب الزيودي في لواء الهاشمية في محافظة الزرقاء سنة 1963، وترعرع في قرية العالوك. حصل على درجة البكالوريوس في الأدب العربي من الجامعة الأردنية سنة 1987، ثم شهادة الماجستير من الجامعة الهاشمية.

## أعماله
- الشيخ يحلم بالمطر 1986.
- طواف المغني 1990.
- منازل أهلي 1997.
- ناي الراعي 2009.
- غيم على العالوك 2012.

## أوسمة
- وسام الاستقلال الأردني من الدرجة الثانية، عام 2004.[2]

## وفاته
- توفي يوم السبت 27 أكتوبر 2012 إثر نوبة قلبية مفاجئة عن عمر ناهز 49 عاماً.[3]